# EF Education
|  | Sammenskrivningsforslag Artiklerne EF Education First, EF Education er foreslået sammenskrevet. (Siden oktober 2019) Diskutér forslaget |

EF Education A/S er det danske selskab i koncernen EF Education First, der blev stiftet under navnet Europeiska Ferieskolan i Sverige i 1965 af entreprenøren Bertil Hult.

## Produkter
EF Education tilbyder sprogrejser til unge mellem 10 og 18 år med destinationer i Storbritannien, USA, Malta, Frankrig, Spanien, Tyskland og Japan.

## Sag om ulovlig markedsføring
EF Sprogrejser blev i 2016 kritiseret for overtrædelse af markedsføringsloven gennem skjult reklame rettet mod børn og unge. Forbrugerombudsmanden har derfor indskærpet reglerne om markering af reklame over for EF Sprogrejser, Splay Danmark Aps og Julia Sofia Aastrup.
Forbrugerombudsmanden Christina Toftegaard Nielsen betegnede i 2016 videofilm produceret for firmaet EF Sprogrejser af Julia Sofia Aastrup/Splay, som reklame og slog fast at "Ifølge markedsføringsloven skal en reklame være tydeligt markeret. Dette krav skærpes i denne sag, fordi EF Sprogrejser tilbyder produkter til børn på helt ned til 10 år. Samtidig er videobloggeren selv under 18 år." Forbrugerombudsmanden udtalte videre "Det skal stå lysende klart, hvornår et indslag står for en videobloggers egen regning, og hvornår det er en reklame, som et firma har betalt bloggeren for at deltage i". Forbrugerombudsmanden bad desuden Julia Sofia Aastrup om at fjerne videoerne fra YouTube. 

## Ekstern henvisning
- EF Sprogrejsers hjemmeside Arkiveret 21. november 2017 hos  Wayback Machine